# Newark
Newark er en by i USA og staten New Jerseys største med har 311.549(2020) indbyggere. Det er en industriby 16 km vest for New York City. Byen ligger ud til Atlanterhavet ved udmundingen af floden Passaic River og indgår i New Yorks storbyområde.
Ved byen ligger den meget brugte Newark Liberty International Airport.

## Personer fra Newark
- Richard Florida (1957-), økonom, sociolog